# Vithoba

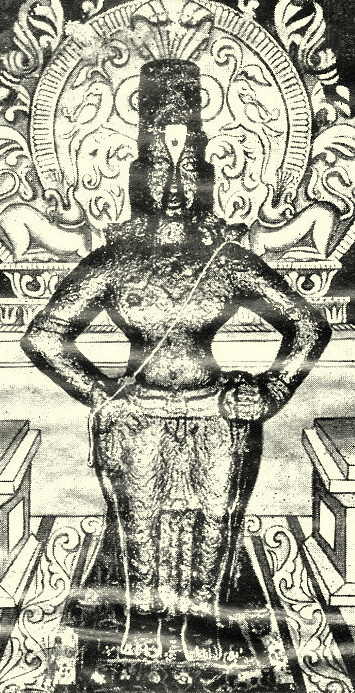
Estátua de Vithoba

Vithoba (em Marati विठोबा, Viṭhobā), também conhecido como Vitthala (Sânscrito विठ्ठल, Viṭṭhala, Canarês ವಿಟ್ಟಲ e Telugo విఠల; Viṭhala ) e Panduranga (Marati: पांडुरंग, Canarês: ಪಾಂಡುರಂಗ, Telugu: పాండురంగ; todos Paṇḍuraṇga)  é um deus Hindu venerado principalmente nos estados de Majarastra, Goa, Karnataka, e Andhra Pradesh na Índia. É geralmente considerado a manifestação do deus Vishnu ou o avatar de Krishna (encarnação), e em certas leituras também tem sido associado com os deuses Shiva e Buda, ou até mesmo ambos. Muitas vezes é representada como um jovem de cor escura, que aparece em pé sobre um ladrilho em posição de jarra, e em alguns casos acompanhado do seu principal cônjuge chamado Rakhumai.
Vithoba é o principal deus da seita monoteísta maharastra e da seita haridasa de Maharastra. O seu principal templo está localizado na cidade de Pandharpur (Maharastra), próximo da fronteira de Karnataka. A lenda de Vithoba gira em torno do devoto Pundalik e do destino de Vithoba como salvador dos santos poetas da crença varkari. Os poetas varkari escreveram várias obras devocionais na língua Marati dedicados à Vithoba, e são conhecidas como abhangas por seu gênero lírico singular. Os haridasas igualmente compuseram vários hinos devocionais no idioma canarês e versões na língua Marati das canções aratis, derivadas do hindu genêrico e que são associadas como descrições dos rituais realizados para a deidade. Os festivais mais importantes praticados em sua honra acontecem nos dias denominados Ekadasí (o undécimo dia dos meses lunares segundo o calendário hindu), o qual é chamado de Shayani ekadashi (no mês de ashadhi) e Prabodini ekadashi (no mês de kortika).
A historiografia de Vithba e seu culto tem sido intensamente debatido assim como vários outros elementos no hinduísmo. Vários indólogos propuseram uma proto-história do culto a qual teria influenciada por um ou mais desses elementos: um herói de pedra, um deus do gado, um santo do culto dedicado a religião jainista, uma manifestação de Shiva ou Buda. É importante frisar que apesar das origens do culto e de seu principal templo serem obscuros, são encontradas evidências claras da existências destes no século XIII.